# Rypellia montana
Rypellia montana är en tvåvingeart som beskrevs av Malloch 1932. Rypellia montana ingår i släktet Rypellia och familjen husflugor. Inga underarter finns listade i Catalogue of Life.